# Kunst im öffentlichen Raum in Hamburg-St. Pauli
Diese Liste von Kunst im öffentlichen Raum in Hamburg-St. Pauli enthält dauerhaft aufgestellte Kunstwerke auf dem Gebiet des Stadtteils St. Pauli der Freien und Hansestadt Hamburg, die sich im öffentlichen Raum befinden und von anerkannten Künstlern und Künstlerinnen geschaffen wurden. Viele dieser Kunstwerke sind durch das Programm Kunst am Bau (und dessen Folgeprogramme) gefördert oder mit öffentlichen Geldern angekauft worden, dies ist aber keine Voraussetzung für die Aufnahme. Ebenso mögen einige dieser Kunstwerke als Kulturdenkmal geschützt sein, aber auch das ist keine Voraussetzung für die Aufnahme in diese Liste.
Bauschmuck ist im Normalfall im Artikel über das Bauwerk darzustellen, und gehört nicht in diese Liste. Streetart kann Aufnahme in die Liste finden, wenn es zu dem konkreten Kunstwerk eine ausführliche Rezeption in der Kunstwissenschaft gibt und ein enzyklopädischer Artikel über die Streetart-Künstler oder -Künstlerin existiert oder vorstellbar wäre. Denkmäler, die an eine Person oder ein Ereignis erinnern, können in die Liste aufgenommen werden, wenn sie ob ihrer zumeist plastischen Gestaltung als Kunstwerk gelten können. Bei reinen Gedenktafeln ist das normalerweise nicht der Fall.
Basis der Zusammenstellung sind Datensätze der Hamburger Kulturbehörde von 2012 und 2018, eine Veröffentlichung der SAGA GWG von 2008, und verschiedene Veröffentlichungen von Kunsthistorikern zum Thema. Eine abschließende Liste von Literatur kann es nicht geben, jedoch ist für jeden Eintrag in die Liste ein konkreter Verweis auf eine amtliche Liste oder anerkannte Sekundärliteratur erforderlich.
Gestohlene oder zerstörte Kunstwerke, die ehemals in Hamburg-St. Pauli aufgestellt waren, sind in einer separaten Liste aufgeführt.

## Legende
- Lage: Nennt die nächstgelegene Straße und, wenn vorhanden und sinnvoll, das nächstgelegene Bauwerk (mit Hausnummer) oder das umgebende Gebiet (z. B. einen Park) und gibt nötigenfalls Hinweise zur genauen Lage. Darunter werden - wenn vorhanden - auch die Geo-Koordinaten und das Wikidata-Logo als Verweis auf das Wikidata-Objekt angegeben. Die Spalte ist nach der Adresse sortierbar.
- Künstler/in: Name des Künstlers oder der Künstlerin, die das Kunstwerk geschaffen haben, verlinkt mit dem Wikipedia-Artikel zur Person. Die Spalte ist nach dem Nachnamen sortierbar.
- Beschreibung: Kurzbeschreibung des Werks, immer zuerst: Werktitel (kursiv), dann möglichst Material, Stil, Größe, Dargestelltes, Art der Förderung
- Jahr: Jahr der Fertigstellung des Kunstwerkes, wenn unbekannt dann das Jahr der Aufstellung. Hier kann nur ein einziges Jahr angegeben werden, kein Zeitraum. Weitere zeitliche Details zur Schaffung des Kunstwerkes (von–bis) können in der Beschreibung angegeben werden.
- Quelle: Kulturbehörde, SAGA, Literatur, jeweils mit Fußnote. Diese Angabe ist für eine Aufnahme in die Liste verpflichtend.
- Bild: Bild des Kunstwerks, mit Link auf Commons-Kategorie wenn vorhanden

Hinweis: Die Grundsortierung der Liste erfolgt nach der Adresse. Die Liste ist alternativ nach Künstler, Werktitel, Datierung oder Quelle sortierbar.

## Liste
| Lage | Künstler                                     | Beschreibung                                                                                              | Jahr                   | Quelle        | Bild |  |
| --- | -------------------------------------------- | --- | ---------------------- | ------------- | --- |  |
| Bei den Kirchhöfen / Ecke St. Petersburger Straße Hamburg Messe (CCH) Eingang Ost (Lage)                         | Otto Herbert Hajek                           | Stadtzeichen Ankauf Hamburg Messe / CCH                                                                   | 1972–1978              | Kulturbehörde | weitere Bilder |  |
| Bernhard-Nocht-Straße 74 Bernhard-Nocht-Institut, Gang 1. OG Altbau (Lage)                                       | Arnold Fiedler                               | 2 Wandflächen im Treppenhaus „ostasiatische Landschaft“ KaB                                               | 1954                   | Kulturbehörde | |  |
| Bernhard-Nocht-Straße 78 Bundesamt für Seeschiffahrt und Hydrographie, Grünbereich vor Eingang (Lage)            | Josef Jaekel                                 | „Stilisierter Schiffsbug – Symbol des Wiederaufbaus der Seeschiffahrt nach dem Kriege“ KaB                | 1954 (eingeweiht 1957) | Kulturbehörde | weitere Bilder |  |
| Bernhard-Nocht-Straße 78 Bundesamt für Seeschiffahrt und Hydrographie, zur Seite Elbufer, Landungsbrücken (Lage) | Hans Kock                                    | Lob des Wassers Bund                                                                                      | 1992                   | Kulturbehörde | weitere Bilder |  |
| Bleicherstraße 53–59 (Lage)                                                                                      | Stefan Schwerdtfeger und Diether Heisig      | Delphine / tauchender Fisch, 3 Teile: Schwanz, Kopf, Rückenfl. SAGA                                       | 1985                   | Kulturbehörde | weitere Bilder |  |
| Budapester Straße 18 (Lage)                                                                                      | Karl Heinz Engelin                           | Flügelturm Telekom                                                                                        | 1979                   | Kulturbehörde | weitere Bilder |  |
| Budapester Straße 58 Wirtschaftsgymnasium St. Pauli, Pausenbereich                                               | Ulrich Beier                                 | Steinbaumgruppe, bepflanzbar KaB                                                                          | 1977                   | Kulturbehörde | |  |
| Friedrichstraße 55 Ganztagsschule St. Pauli, Eingangs-Grünbereich (Lage)                                         | Henrik Böhlig                                | Knabe auf dem Pferd KaB                                                                                   | 1963                   | Kulturbehörde | weitere Bilder |  |
| Große Freiheit Grünspan (Lage)                                                                                   | Dieter Glasmacher und Werner Nöfer           | Wandmalerei vermutlich Direktauftrag                                                                      | 1969                   | Kulturbehörde | weitere Bilder |  |
| Große Freiheit 1 Beatlesplatz (Lage)                                                                             | Dohse + Stich Architekten                    | Beatles-Platz Bezirks-Auftrag nach Realisierungswettbewerb (1. Platz)                                     | 2008                   | Kulturbehörde | weitere Bilder |  |
| Hans-Albers-Platz (Lage)                                                                                         | Jörg Immendorff                              | Hans Albers KiöR?, Direktankauf? Zweitguss des Originals von 1999                                         | 1999                   | Kulturbehörde | weitere Bilder |  |
| Karolinenplatz vor Gnadenkirche (Lage)                                                                           | Heiko Zahlmann                               | 20357 (begehbare Skulptur) Direktauftrag Bezirk bei Platz-Neugestaltung                                   | 2008                   | Kulturbehörde | weitere Bilder |  |
| Kastanienallee 1 an Hauswand (Lage)                                                                              | Karl August Ohrt                             | Schauermann SAGA                                                                                          | 1950                   | Kulturbehörde | weitere Bilder |  |
| Lagerstraße Fleischgroßmarkthalle Hamburg, Fassade (Lage)                                                        | Richard Steffen                              | 2 Plastiken KaB                                                                                           | 1950                   | Kulturbehörde | weitere Bilder |  |
| Marktstraße / Ecke Marktweg (Lage)                                                                               | Markus Lohmann                               | Überläufer (Bodenarbeit) KiöR / Haus: Wohnprojekt Marktdorf Genossenschaft                                | 2005                   | Kulturbehörde | |  |
| Neuer Kamp 30 Rinderschlachthalle (Lage)                                                                         | Hans Martin Ruwoldt                          | Stürzender Stier Kunst in Stadtbild bis 1950                                                              | 1936                   | Kulturbehörde | weitere Bilder |  |
| Neuer Kamp 31 Rindermarkthalle, Fassade (Lage)                                                                   | Ernst Hanssen                                | 2 Viehmarktszenen vermutlich Direktauftrag                                                                | 1951                   | Kulturbehörde | weitere Bilder |  |
| Planten un Blomen eingelagert in Verwaltungsarchiv, St.-Petersburger-Straße, ehemals in Bürgergärten             | Eduard Hopf                                  | „Gottesanbeterinnen“ Auftrag zur IGA 53 für Rosenzüchterhütten                                            | 1953                   | Kulturbehörde | |  |
| Planten un Blomen Bürgergärten (Lage)                                                                            | Barbara Haeger                               | Weibliche Gestalt Ankauf zur IGA 53                                                                       | 1953                   | Kulturbehörde | weitere Bilder |  |
| Planten un Blomen Bürgergärten (Lage)                                                                            | K.R.H. Sonderborg                            | Schwarz-weiß-Komposition Auftrag zur IGA 53                                                               | 1953                   | Kulturbehörde | Bild gesucht Die Wikipedia wünscht sich an dieser Stelle ein Bild vom Ort mit diesen Koordinaten 53.56336 9.97852 . Motiv: Planten un Blomen Falls du dabei helfen möchtest, erklärt die Anleitung , wie das geht. BW |  |
| Planten un Blomen Bürgergärten (Lage)                                                                            | Johannes Ufer                                | Ungegenständlich Auftrag zur IGA 53                                                                       | 1953                   | Kulturbehörde | weitere Bilder |  |
| Planten un Blomen Bürgergärten (Lage)                                                                            | Hans Kock                                    | Große weibliche Figur Ankauf zur IGA 53                                                                   | 1952                   | Kulturbehörde | weitere Bilder |  |
| Planten un Blomen Bürgergärten (Lage)                                                                            | Ursula Querner                               | Aurora Ankauf zur IGA 53                                                                                  | 1953                   | Kulturbehörde | weitere Bilder |  |
| Planten un Blomen Neuer Botanischer Garten (Lage)                                                                | Ludwig Kunstmann                             | Liegende Zugang unklar, vermutlich Bauplastik aus Stadtraum vor 1950                                      | ca. 1950 (älter?)      | Kulturbehörde | |  |
| Planten un Blomen an Mauer zwischen Wasserkaskaden und Verwaltungsgebäude St. Petersburger Str. (Lage)           | Anne-Marie Vogler                            | Liegendes Paar (Sonnenruhe) Auftrag zur IGA 53                                                            | 1952                   | Kulturbehörde | |  |
| Planten un Blomen Apotheker-Garten (Lage)                                                                        | Ragna Sperschneider und Vera Marie von Claar | Organe des Menschen (7-teilig) Auftrag zur IGA 63 für die Apothekergärten                                 | 1963                   | Kulturbehörde | weitere Bilder |  |
| Planten un Blomen Apotheker-Garten (Lage)                                                                        | Heinz Neumann                                | ohne Titel, Schmiedearbeiten in wabenförmigen Fenstern Auftrag zur IGA 63 für die Apothekergärten         | 1963                   | Kunst@SH      | weitere Bilder |  |
| Planten un Blomen Kaskaden (Lage)                                                                                | Hans Martin Ruwoldt                          | Flamingogruppe Ankauf zur IGA 53                                                                          | 1953                   | Kulturbehörde | weitere Bilder |  |
| Planten un Blomen Seeterrassen (Lage)                                                                            | unbekannt                                    | Mädchen mit Mappe                                                                                         | vor 53                 | Kulturbehörde | weitere Bilder |  |
| Schmidt-Rottluff-Weg 5–25 östliche Seite (Lage)                                                                  | Stefan Schwerdtfeger und Diether Heisig      | Fünf Objekte SAGA                                                                                         | 1990                   | Kulturbehörde | weitere Bilder |  |
| Schmidt-Rottluff-Weg 6–26 (Lage)                                                                                 | Knud Knabe                                   | Figurengruppe „Bogen mit Nadel“ SAGA                                                                      | 1989                   | Kulturbehörde | |  |
| Schmuckstraße am Bolzplatz (Lage)                                                                                | Michael Batz und Gerd Stange                 | 'Chinesenstraße' Schmuckstraße KiöR, Opferdenkmal                                                         | 1990                   | Kulturbehörde | |  |
| Seewartenstraße 10 Ex-Hafenkrankenhaus Schwesternhaus, am Giebel, Eingang Seewartenstraße (Lage)                 | Diether Kressel                              | Wandbild „Mädchen mit ziehenden Möven“ KaB                                                                | 1956/57 (Runge)        | Kulturbehörde | weitere Bilder |  |
| Seewartenstraße 10 / Ecke Am Elbpark Ex-Hafenkrankenhaus Eingang (Lage)                                          | Max Hermann Mahlmann                         | Wandschmuck/Reliefwand KaB                                                                                | 1963                   | Kulturbehörde | weitere Bilder |  |
| Seilerstraße 45 Schulmuseum (Lage)                                                                               | Friedrich Westphal                           | Jüngling Kunst im Stadtbild bis 1950                                                                      | 1930                   | Kulturbehörde | weitere Bilder |  |
| Simon-von-Utrecht-Straße 113 Kath. Kita St. Joseph, Innenhof (Lage)                                              | Karl Goris                                   | Arche Noah KaB                                                                                            | 1969                   | Kulturbehörde | weitere Bilder |  |
| Talstraße 71–73 Durchgang (Lage)                                                                                 | Wolf von Waldow                              | Mosaikboden Talstraße SAGA                                                                                | 1999–2000              | Kulturbehörde | |  |
| Tiergartenstraße 2 CCH Hamburg Messe, Eingang Planten un Blomen (Lage)                                           | Klaus Kütemeier                              | Stehender männlicher Torso KaB / KiöR: Ankauf für das CCH nach Leihzeit von Stadt für 57.000 DM 1984–1986 | 1967                   | Kulturbehörde | |  |
| Trommelstraße 4 / Lincolnstraße 27 SAGA-Neubau (Lage)                                                            | Markus Lohmann                               | Seal Estate (3-tlg.: Tatoo, Seal Ring Pillar, Golden Beetle) SAGA, bürgerliche Denkmalkultur              | 2007                   | Kulturbehörde | weitere Bilder |  |
| Wohlwillstraße 46 Gymnasium St. Pauli (Lage)                                                                     | Wilhelm Haerlin                              | Hafenmotive (3-teilig) KaB                                                                                | 1957                   | Kulturbehörde | Bild gesucht Die Wikipedia wünscht sich an dieser Stelle ein Bild vom Ort mit diesen Koordinaten 53.55521 9.96308 . Motiv: Wohlwillstraße 46 Falls du dabei helfen möchtest, erklärt die Anleitung , wie das geht. BW |  |